# Великий китайський мур
Вели́кий кита́йський мур (кит. 长城, пін. chángchéng, «довга стіна») — низка кам'яних та земляних укріплень у північній частині Китаю, збудованих з метою захисту північних кордонів Китайської імперії від вторгнень різних кочових племен.
Найстаріша частина була збудована ще в 9 столітті до н. е.
Пізніше будівництво нових секцій тривало аж до 16 століття включно. Одна з найвідоміших частин муру збудована в 220—206 до н. е. першим імператором Китаю Цінь Ши Хуан-ді. Небагато з них дійшли до наших днів. Більшість нині існуючих були збудовані в епоху династії Мін.
Великий китайський мур простягається від Шаньхайгуань на сході до Лобнор на заході по дузі, що приблизно розмежовує південні околиці Внутрішньої Монголії. Археологічне дослідження 2008 року дійшло висновку, що Великий мур, побудований в епоху династії Мін (1368—1644), з усіма його секціями простягається на 8 851,8 км.
Ця довжина складається з 6259 км самого муру, 359,7 км траншей та 2 232,5 км природних захисних бар'єрів, таких як гори та річки.
Його загальна протяжність згідно з результатами 2012 року становить 21 196,18 кілометрів.
Уздовж усього Великого муру споруджені каземати для охорони та сторожові вежі, а в головних гірських проходах — фортеці.
Великий китайський мур зберігся до наших днів переважно у вигляді кам'яного захисного муру династії Мін (XVII століття).

## Історія

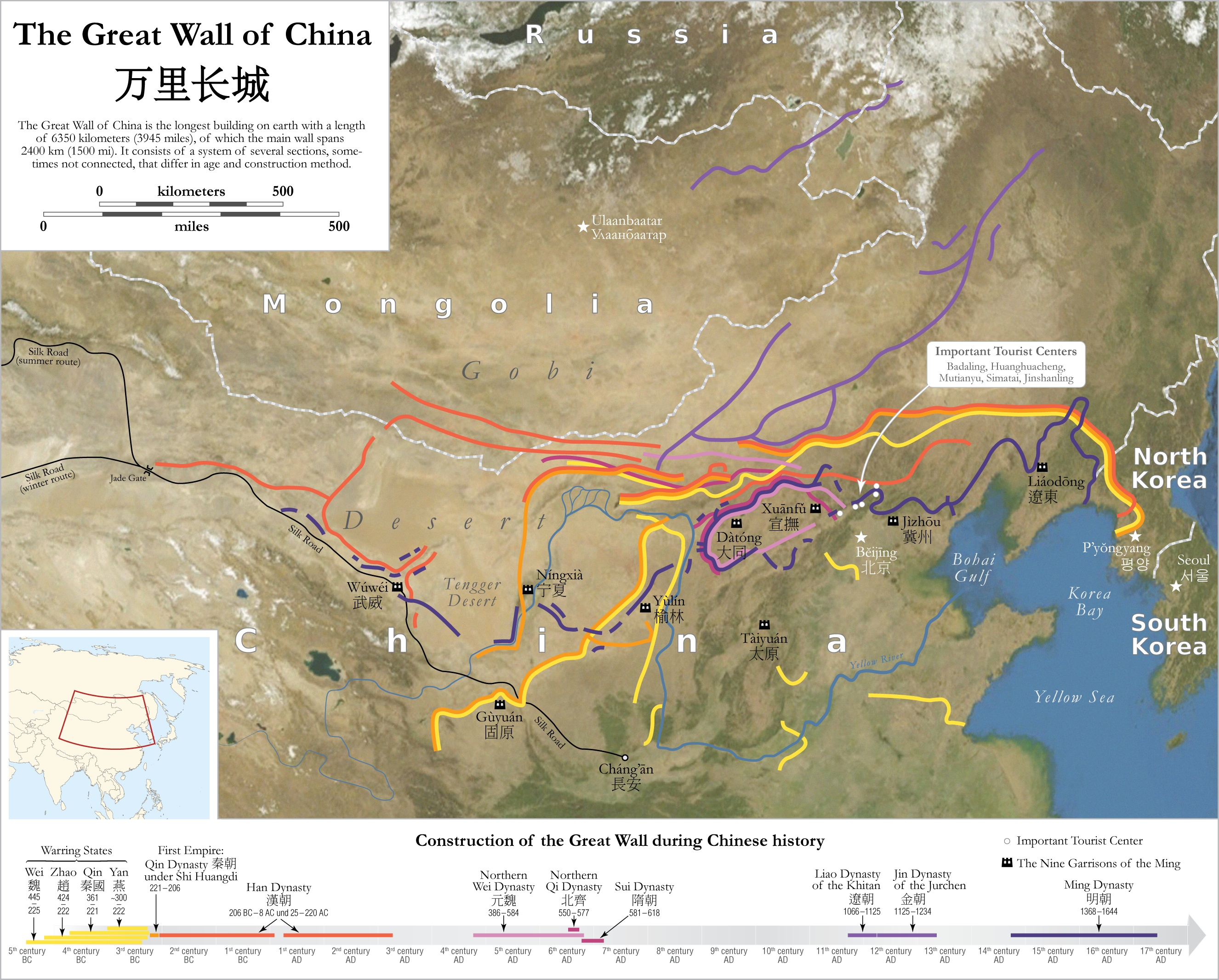
Історія будівництва

До періоду Весни та Осені, який розпочався приблизно у 8 столітті до н. е., китайці вже були знайомі з технікою будівництва захисних мурів.
У період Воюючих царств з 5 століття до н. е. до 221 року до н. е., удільні князівства Цінь, Вей, Чжао, Ці, Янь та Чжуншань побудували протяжні укріплення для захисту своїх власних кордонів.
Здатні витримати атаку легкої зброї, такої як мечі та списи, ці мури будувались, головним чином, утрамбовуванням землі та гравію між щитами.
Цінь Ши Хуан-ді підкорив практично всі ворогуючі князівства та об'єднав Китай у 221 році до н. е., започаткувавши династію Цінь. Маючи намір запровадити централізоване правління і не допустити відродження колишніх регіональних правителів, він наказав зруйнувати ту частину муру, яка розділяла його імперію вздовж кордонів колишніх царств. Для захисту імперії від нападів кочових племен хунну з півночі, він наказав будувати нові мури, щоб з'єднати вже наявні укріплення вздовж нових північних кордонів імперії.
У 221 році до н. е. імператор Цінь Ши Хуан-ді наказав послати на кордон імперії 300-тисячну армію на чолі з полководцем Мен Тянєм для будівництва між наявними земляними валами фортифікаційних укріплень із каменю та цегли, значна частина яких повинна була проходити в непрохідних гірських районах.
Мен Тянь спорудив 34 бази поблизу місць будівництва, які були добре пов'язані з дорогами, що ведуть у центр країни, якими доставляли обози з будівельними матеріалами, провізією та робітничу силу. Звідти все це розподілялося по гарнізонних селищах, де жили будівельники.
Реконструкцію попередніх земляних валів та будівництво муру розпочали з будівництва веж, яких налічувалось близько 25 000. Вони були різного розміру та побудовані з різного матеріалу, але кожна була пірамідою завширшки та заввишки близько 12 м. Відстань між ними була у «два польоти стріли», а з'єднувались вони товстою стіною заввишки близько семи метрів. Муром легко могла пройти шеренга із восьми чоловік.
Будівництво муру в основному було завершено до 213 року до н. е. Крім 300 тисяч солдатів, у будівництві муру брали участь сотні тисяч мобілізованих селян. «Найдовшим цвинтарем світу» називають Великий китайський мур, де на будівництві загинуло від сотень тисяч
до кількох мільйонів людей.
Незважаючи на назву, у самому мурі вони поховані не були.
Транспортування великої кількості матеріалів, необхідних для будівництва, було складним завданням, тому будівельники прагнули використовувати місцеві ресурси. У районах гірських хребтів використовували камінь, у той час як будівельний матеріал із земляного ґрунту використовували для будівництва на рівнинах. Не збереглось жодних історичних документів, у яких би вказувалась довжина та місце проходження мурів династії Цінь. Більшість древніх мурів зруйнувались протягом століть, і лише небагато секцій муру дійшли до наших днів. Пізніше династії Хань, Сун, Північні та Цзінь ремонтували, відбудовували та розширювали частини Великого муру для захисту від північних завойовників.

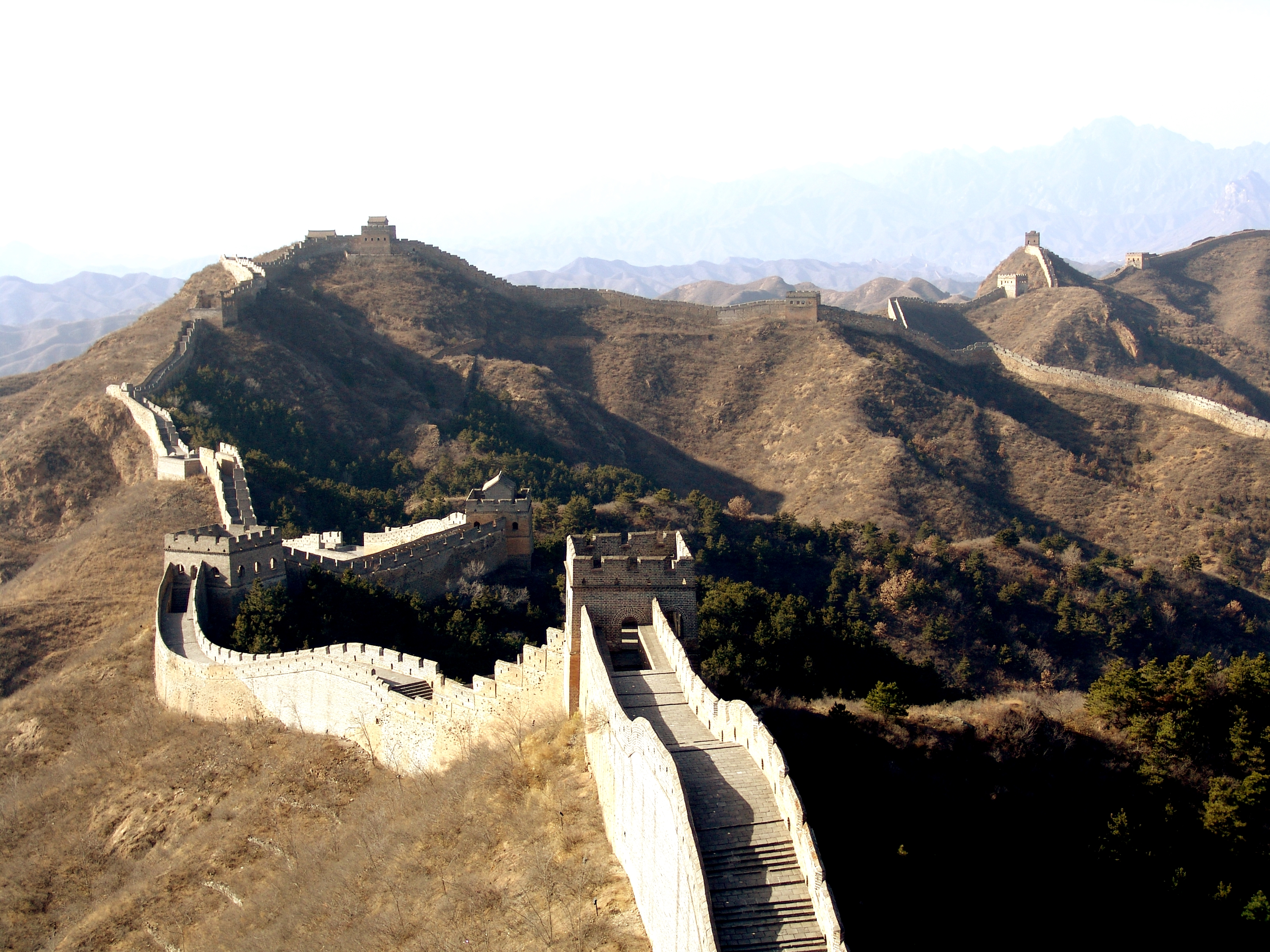

Конструкція Великого муру була відновлена ще раз в епоху династії Мін, невдовзі після поразки китайської армії від ойротів у битві при Туму в 1449 році. Мін не вдалося підкорити маньчжурські та монгольські племена після цілого ряду проведених битв, а тривалий конфлікт ліг тяжким тягарем на імперію. Мін прийняла нову стратегію захисту від кочових племен, яка полягала в будівництві муру вздовж північних кордонів Китаю. Визнаючи встановлення монгольського контролю над пустелею Ордос, мур огинав південний її край, включивши натомість вигин річки Хуанхе.
На відміну від попередніх укріплень Цінь, конструкція мурів, збудованих у часи династії Мін, була міцнішою та складнішою завдяки використанню цегли та каменю замість будівельного матеріалу із земляного ґрунту. Оскільки набіги монголів повторювались періодично протягом багатьох років, Мін виділяє значні ресурси для відновлення та зміцнення муру. Секція муру поблизу столиці Мін — міста Пекін була особливо міцною.
В період 1440–1460 років Мін також побудувала так званий «Ляодунський мур». Аналогічний за своїми функціями з Великим муром (відгалуженням якого, по суті, він був), але простіший за конструкцією, Ляодунський мур оточував сільськогосподарський центр провінції Ляодун, захищаючи її від потенційних вторгнень монголів з північного заходу та Чжурчжені з півночі. Хоча камінь та порожниста цегла використовувались у деяких частинах Ляодунського муру, переважно він становив собою земляну дамбу з викопаними ровами з обох сторін.

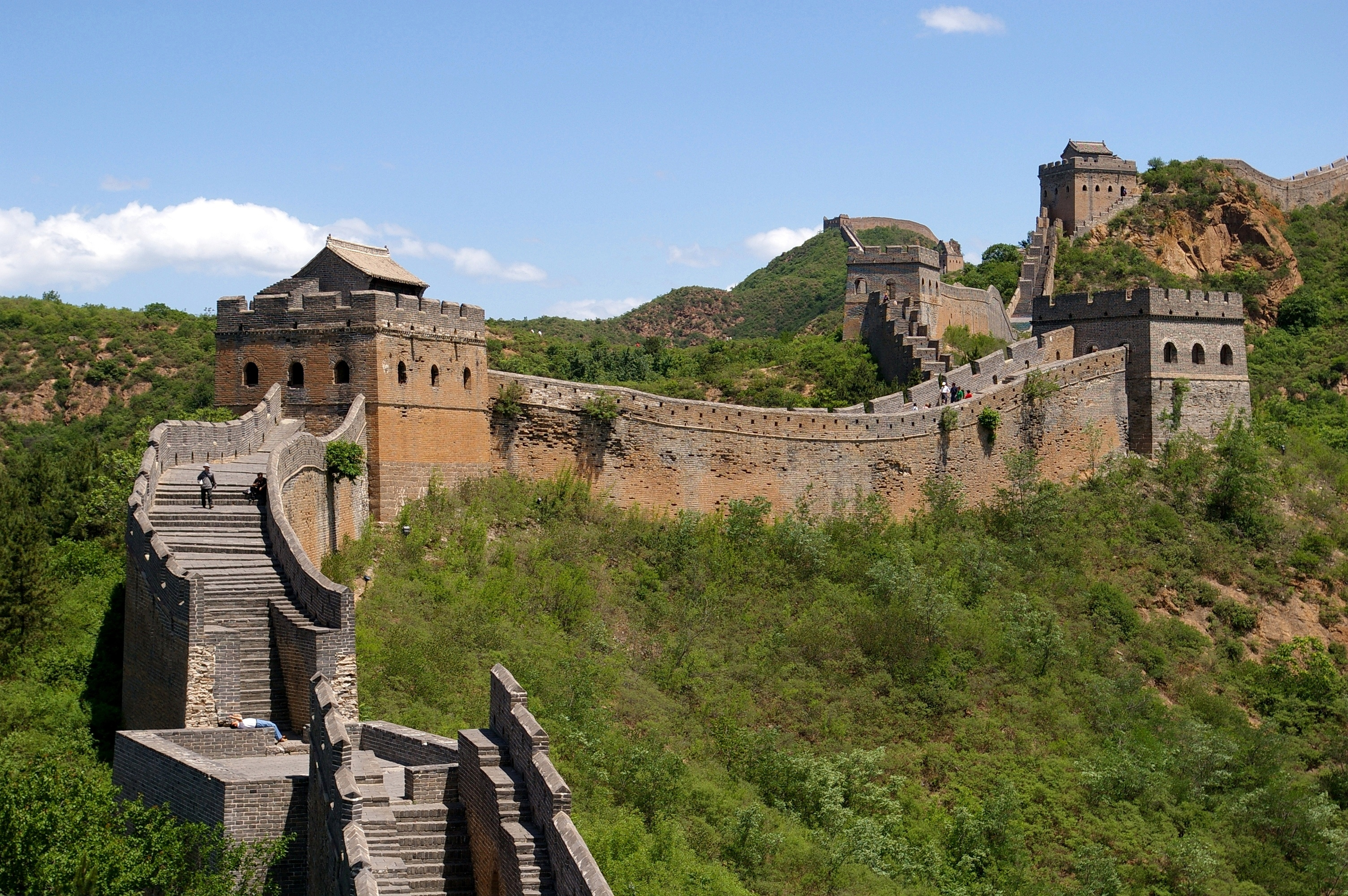
Частина секцій Великого китайського муру

Наприкінці династії Мін Великий мур допоміг захистити імперію проти маньчжурських вторгнень, що розпочалися близько 1600 року. Під командуванням Юань Чонгхуана армія династії Мін зуміла стримати маньчжурів у добре укріпленому проході Шаньхайгуань, не даючи їм змоги проникнути в центр Китаю. Маньчжурам, врешті-решт, вдалося перетнути Великий мур у 1644 році, коли в Саньгуй відкрив ворота проходу Шаньхайгуань. Маньчжури швидко захопили Пекін, розгромили нещодавно засновану династію Шан та опір Мін і встановили нову династію Цін.
У 2009 році було знайдено додаткові 290 км раніше непомічених секцій муру, побудованих за часів династії Мін. Нововиявлені частини муру простягаються від гір Hushan у північній провінції Ляонін до Цзяюйгуань у західній провінції Ганьсу. Ці частини протягом довгого періоду часу були засипані піщаними бурями, які переміщуються цим посушливим регіоном.
Кордони володінь нових правителів включали тепер території, від яких виходила загроза і заради чого Великий мур будувався. Монголія стала частиною імперії, таким чином, будівництво та ремонт Великого муру було припинено. Він став більше не потрібним.

## Загальна характеристика муру

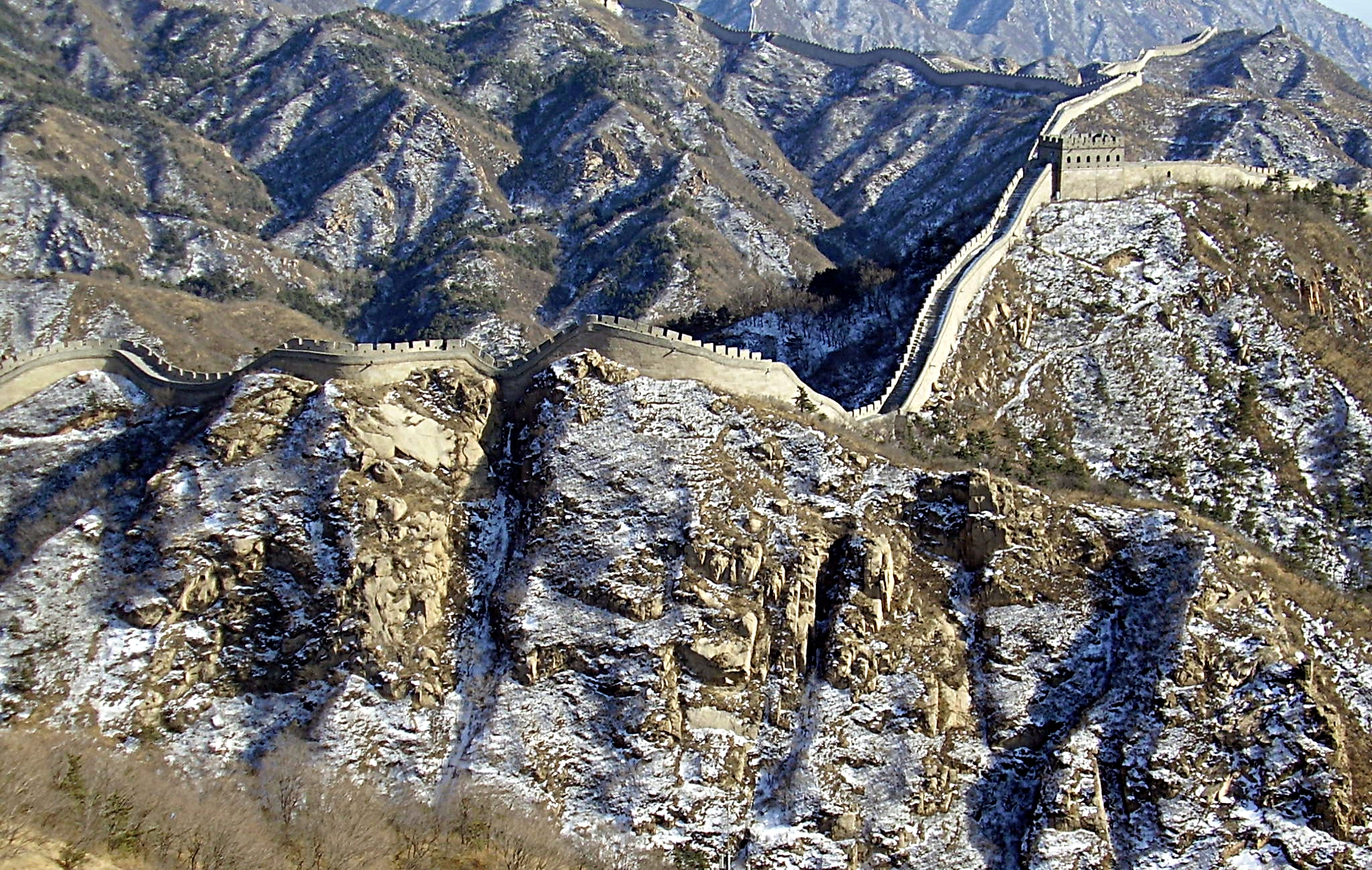
Великий китайський мур узимку

До використання цегли Великий мур будували, головним чином, із земляного ґрунту, каміння та дерева. У часи династії Мін у багатьох секціях муру нарівні з вапном та каменем активно використовували цеглу. Розмір та вага цегли полегшували роботу, у порівнянні з каменем та ґрунтом, тому будівництво пришвидшилось. До того ж, цегла могла витримувати більше навантаження та слугувати триваліший термін, ніж землебитний насип. Камінь може витримувати більше навантаження, ніж цегла, але його важче використовувати. Камінь, висічений у формі прямокутника, використовували при закладанні фундаменту, внутрішніх та зовнішніх частин муру та проходів. У більшості секцій було збудовано парапети, найвищу частину муру, з отворами шириною 23 см та висотою 30 см.

## Технічний стан
Хоча деякі частини на північ від Пекіну та поблизу туристичних центрів були збережені та навіть відреставровані, в багатьох місцях мур знаходиться в жалюгідному стані. Тривалий час він слугував майданчиком для сільських розваг та джерелом каменю для будівництва будинків та доріг. Частини муру часто стають об'єктом вандалізму та написів (часом непристойних). Деякі частини були зруйновані, оскільки заважали сучасному будівництву.
Більш ніж 60 км муру в провінції Ганьсу може зникнути в найближчі 20 років через ерозію від піщаних буревіїв. Місцями висота муру зменшилася з більш ніж 5 м до менш ніж 2 м. Прямокутні спостережні вежі, які були найхарактернішою ознакою муру, зникли повністю. Багато частин муру в західному Китаї збудовано переважно з утрамбованого ґрунту, а не цегли чи каменю, а тому більш піддатливі до ерозії.

## Сторожові вежі

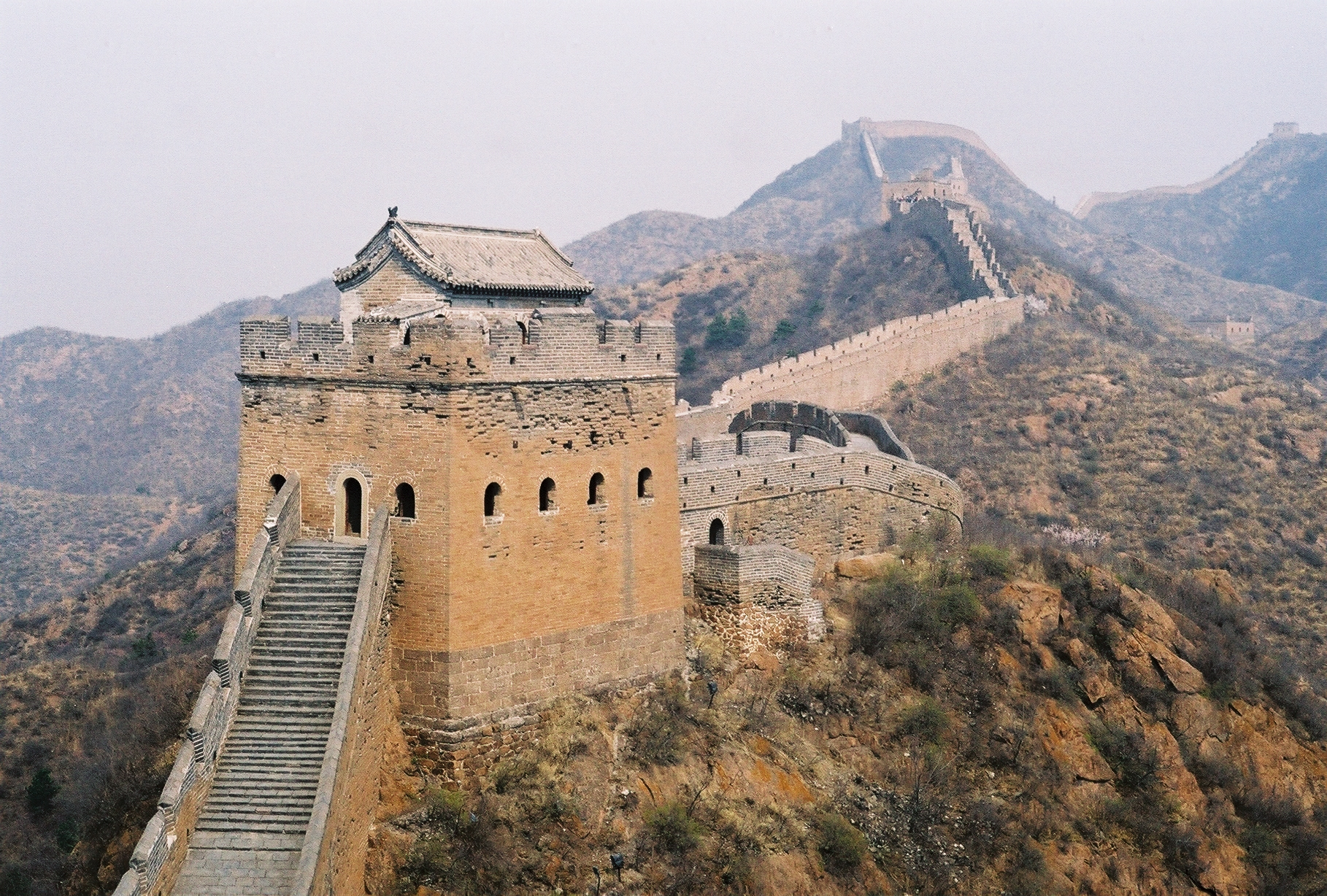
Сторожова вежа на ділянці Цзіньшаньлін

Зв'язок між військовими підрозділами вздовж Великого муру, включаючи можливість виклику підкріплень та попередження війська про наближення ворога, мав велике значення. Простягаючись на тисячі кілометрів, Великий мур з'єднав в одне ціле фортеці, застави, гірські проходи і сигнальні вежі, які ставилися на певній відстані одна від одної. Сторожові вежі слугували, головним чином, для передачі військових сигналів. При виявленні ознак супротивника вдень сигнал передавався за допомогою диму. Вночі запалювався вогонь, таким чином система передачі утворювала цілісний ланцюжок зв'язку. Вежі над муром мали 2-3 поверхи, у них жили воїни, зберігалася зброя, вони зіграли важливу роль у військовій обороні.

## Таємні ходи
В 2022 році, згідно повідомлення китайської державної урядової агенції новин Сіньхуа, у Великому китайському мурі, за допомогою безперервної зйомки з роздільною здатністю, близькою до сантиметра, було виявлено 130 таємних ходів. Ґрунтуючись на подальшому аналізі фотографій та результатах польових робіт, команда дослідників змогла проникнути за кожну з потаємних дверей, які були розроблені спеціально з урахуванням місцевої топографії. Історично деякі з цих таємних ходів призначалися для проходу розвідників. Інші були побудовані у давнину, як канали сполучення між двома сторонами Великого муру або для торгівлі.
Згідно з деякими офіційними документами, що належать до часів династії Мін (1368-1644), деяким кочовим племенам було дозволено використовувати такі потаємні ворота для випасу худоби поміж провінціями на заході центральної частини Китаю Цинхай та Хутао на північному заході Китаю, як регіоні з рясними водними та трав’яними ресурсами. «Про таку практику також свідчать деякі великі потаємні двері, через які два коні могли пройти в обох напрямках», — повідомив керівник дослідницької групи, професор університету м. Тяньцзіня Чжан Юкунь. «Все це доводить, що Велика стіна не закривалася повністю, а періодично відкривалася в певному порядку», — додав Чжан.
Вчені з династій Тан, Сун, Мін та Цін також писали про таємничі секретні проходи. Проте жодних речових доказів наявності таких прихованих об’єктів не було виявлено. Виходи, які були звернені назовні, до ворога, замасковувалися цеглою, а сторона, що була звернена до солдатів, які оборонялися, виконувалася порожнистою. Ворогу практично неможливо було побачити розташування виходу ззовні, але коли він починав атакувати найближчий головний вхід, солдати, що оборонялися, могли зламати таємний прохід зсередини, як яєчну шкаралупу, і почати раптову атаку позаду ворога. «Це чудова демонстрація військової мудрості Стародавнього Китаю», – сказав учасник дослідницької групи Лі Чжу.

## Ділянки муру
- Цзюйюнгуань — «Північна застава», відома ще й як Бадалін. Мала захищати столицю Китаю Пекін.
- Шаньхайгуань — «прохід між горами і морем», форт біля східного краю муру.
- Симатай — 120 км на північний схід від Пекіна.
- Цзіньшаньлін — 125 км на північний схід від Пекіна.
- Ляньхуачи — на схід від Мутяньюй.
- Мутяньюй — 70 км на північний схід від Пекіна.
- Цзянькоу — 10 км на захід від Мутяньюй.
- Мошикоу
- Цзяюйгуань — «Західна застава», форт біля західного краю муру.

## Видимість з космосу

### Видимість з Місяця
Одна з найраніших відомих згадок на цей міф з'являється в листі, написаному в 1754 році англійським антикваром Уільямом Стьюклі. Стьюклі писав, що «Це могутній мур, що має чотири милі в довжину (Адріанів вал)… поступається тільки китайському мурові, який є істотним елементом на Земній кулі, і його можна помітити з Місяця». Починаючи з серії карикатур американського художника-мультиплікатора Роберта Ріплі під назвою «Хочете вірте, хочете — ні» 1930-х років, яка стверджувала,, що Великий мур є «найвеличнішим творінням рук людських, єдиним, що людина може побачити з космосу»; продовжуючи таким самим твердженням Річарда Хеллібертона в книзі «Книга чудес» видання 1938 року, утвердилась популярна точка зору, що Великий китайський мур можна побачити з космосу.
Міф про видимість Великого китайського муру неодноразово спростовувався але досі використовується в популярній культурі.. Великий китайський мур не перевищує 9,1 м завширшки і приблизно такого ж кольору, як і ґрунт навколо нього. Озброєним оптикою з високою роздільністю оком з Місяця можна побачити лише об'єкт шириною 110 км з достатнім контрастом до прилеглого середовища. Помітна ширина Великого муру з Місяця така ж, як людська волосина, побачена з відстані понад 3 км. Для того, щоб побачити мур з Місяця, необхідно мати роздільну здатність (спроможність розрізняти об'єкти, розташовані близько один від одного) в 17 000 кращу, ніж звичайний зір. Не дивно, що астронавти, які побували на Місяці, ніколи не стверджували, що бачили звідти мур.

### Видимість з навколоземної орбіти

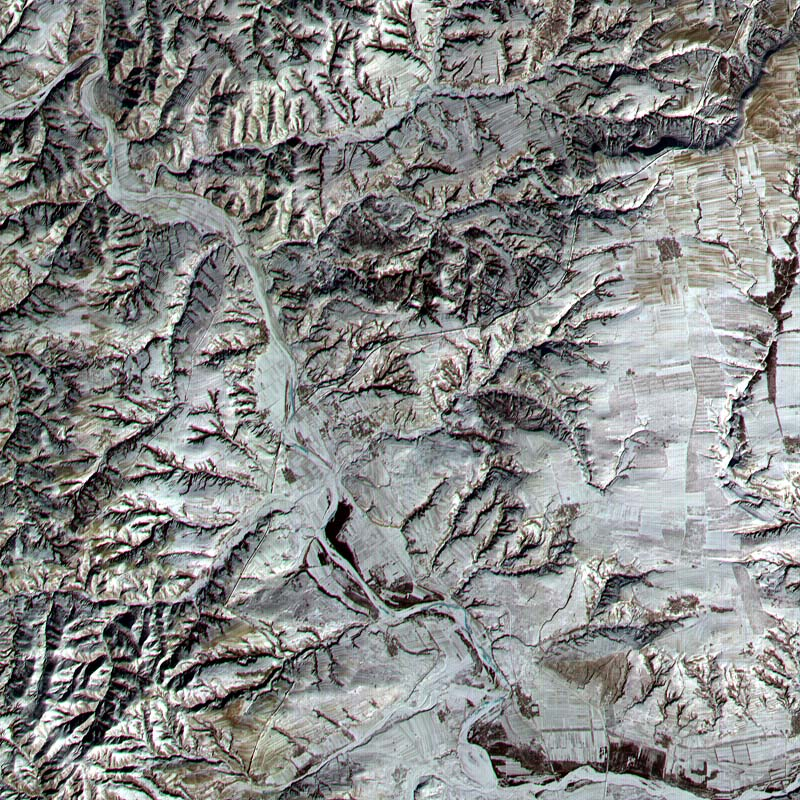
На цій території розташовано Великий Китайський мур (знімок з орбіти Землі)

Досить суперечливим є питання, чи можна побачити мур з навколоземної орбіти (висота всього лиш 160 км). НАСА стверджує, що він ледве помітний, і лише за умови ідеальної погоди: мур не помітніший, ніж багато інших, створених людиною об'єктів. Інші дослідники стверджують, що через обмеження оптики ока та інтервалів фоторецепторів на сітчастій оболонці, неможливо побачити мур неозброєним оком навіть з навколоземної орбіти і для цього необхідно мати гостроту зору в 7,7 разів вищу, ніж звичайно .
У 2001 році Ніл Армстронг, командир «Аполлона-11», першого пілотованого космічного корабля, що здійснив висадку на Місяць, заявив, що він не побачив Великого Китайського муру під час польотів і не уявляє можливим побачити з орбіти будь-який рукотворний об'єкт на Землі. Він розмовляв з різними космонавтами, зокрема з тими, хто літав на Шаттлах і багато разів пролітав по орбіті над Китаєм, — ніхто з них Китайського муру також не бачив.

## Легенда про ідею будівництва
Згідно з легендою, душа Цінь Ші Хуан-ді під час сну злетіла на Місяць і звідти побачила Землю. Китайська імперія видалася йому маленькою беззахисною цяткою. Тоді й народилась в імператора думка спорудити мур, що захистив би всю імперію від набігів жорстоких варварів.[джерело?]

## Галерея

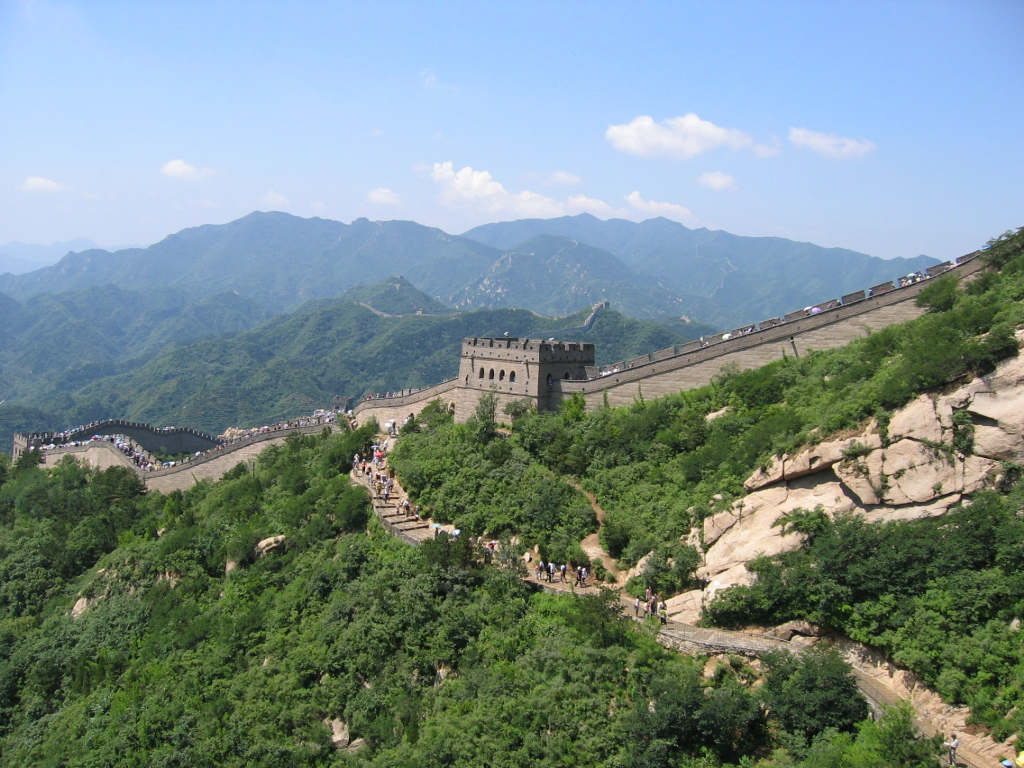
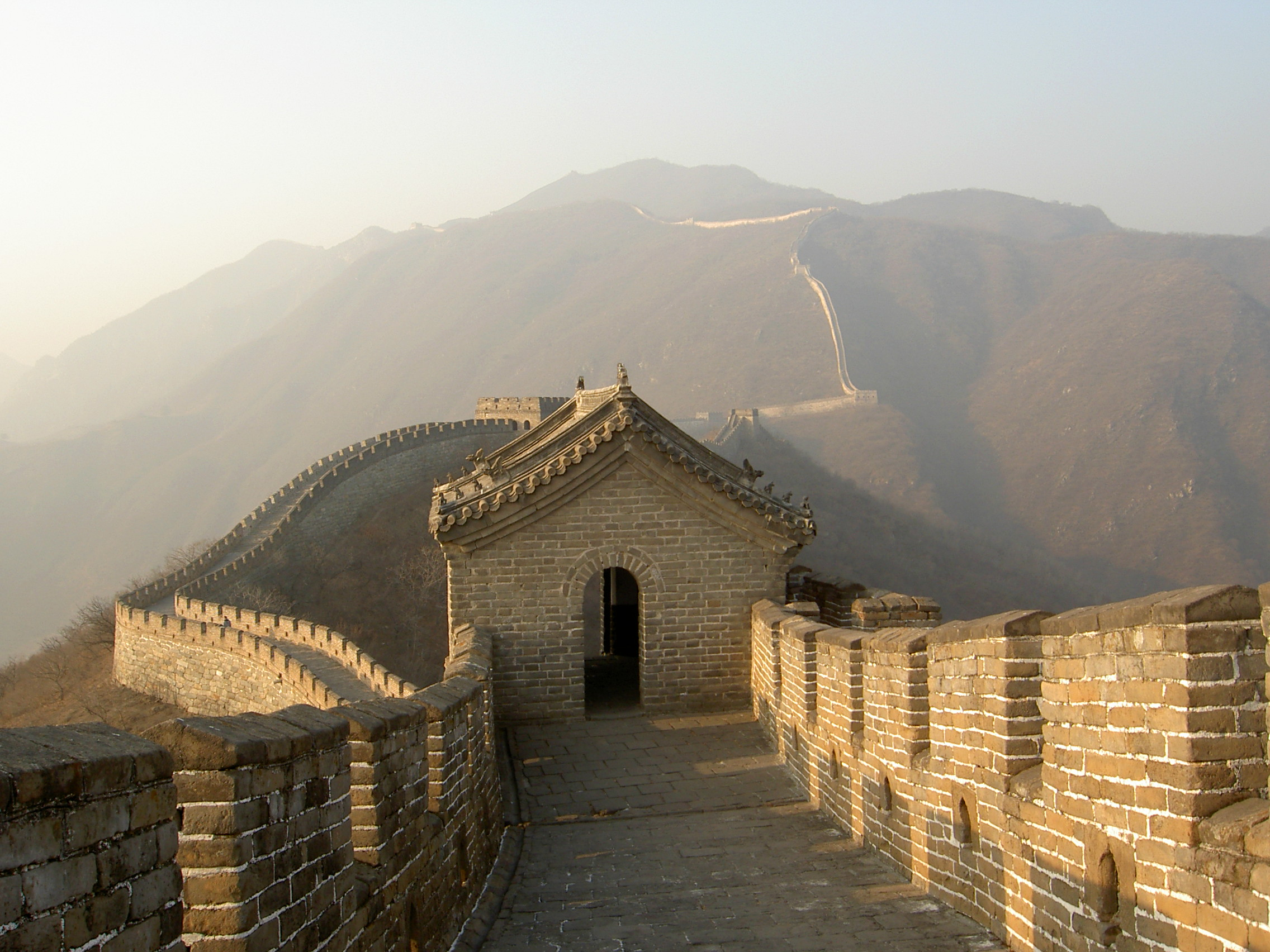
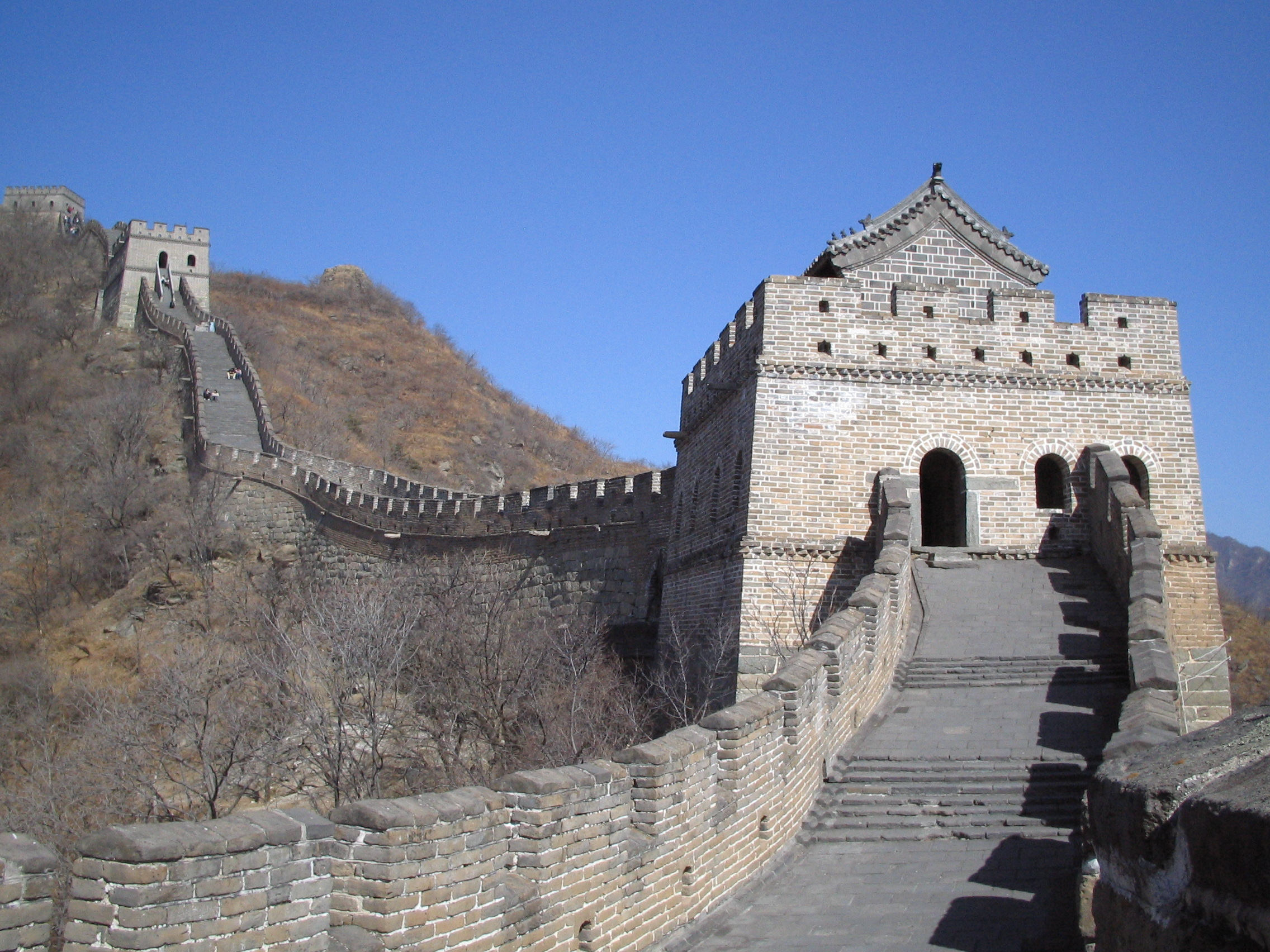
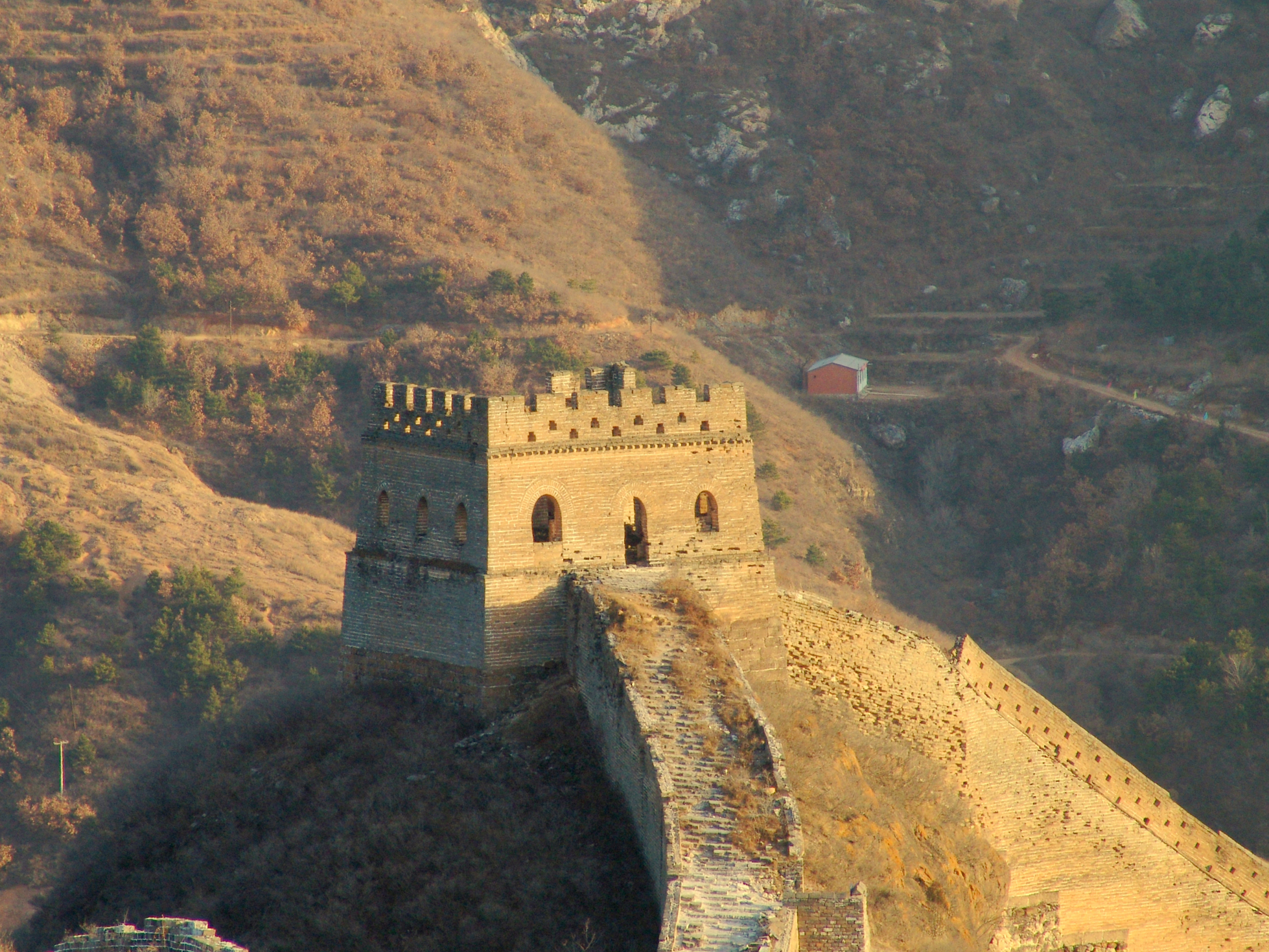
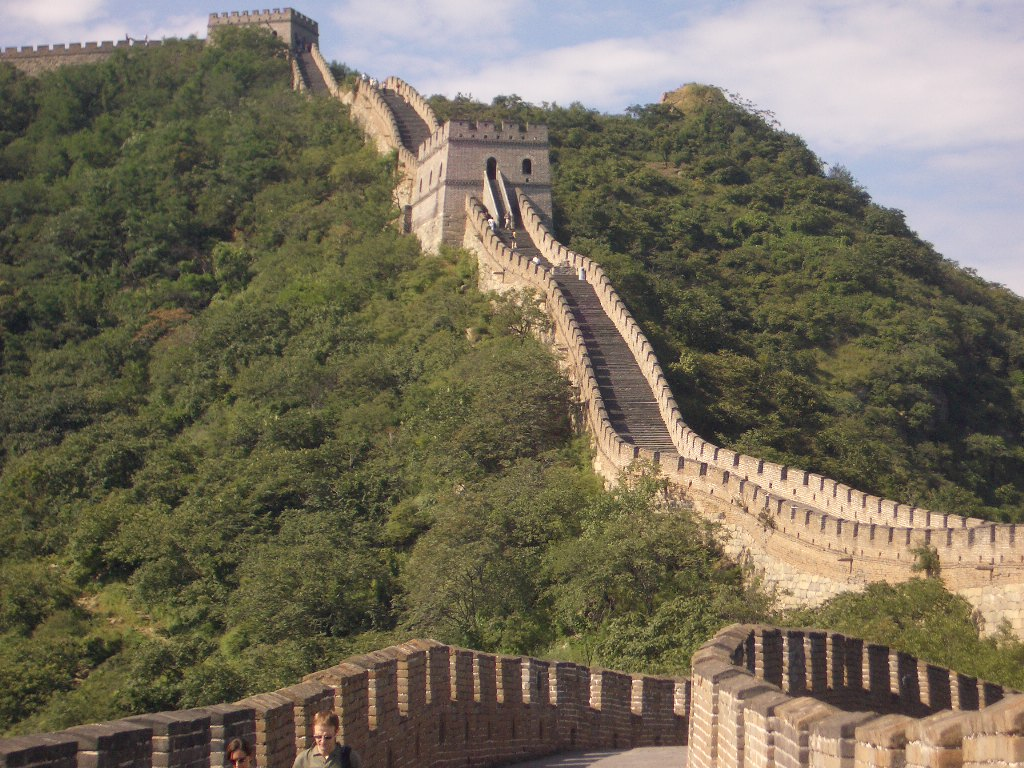
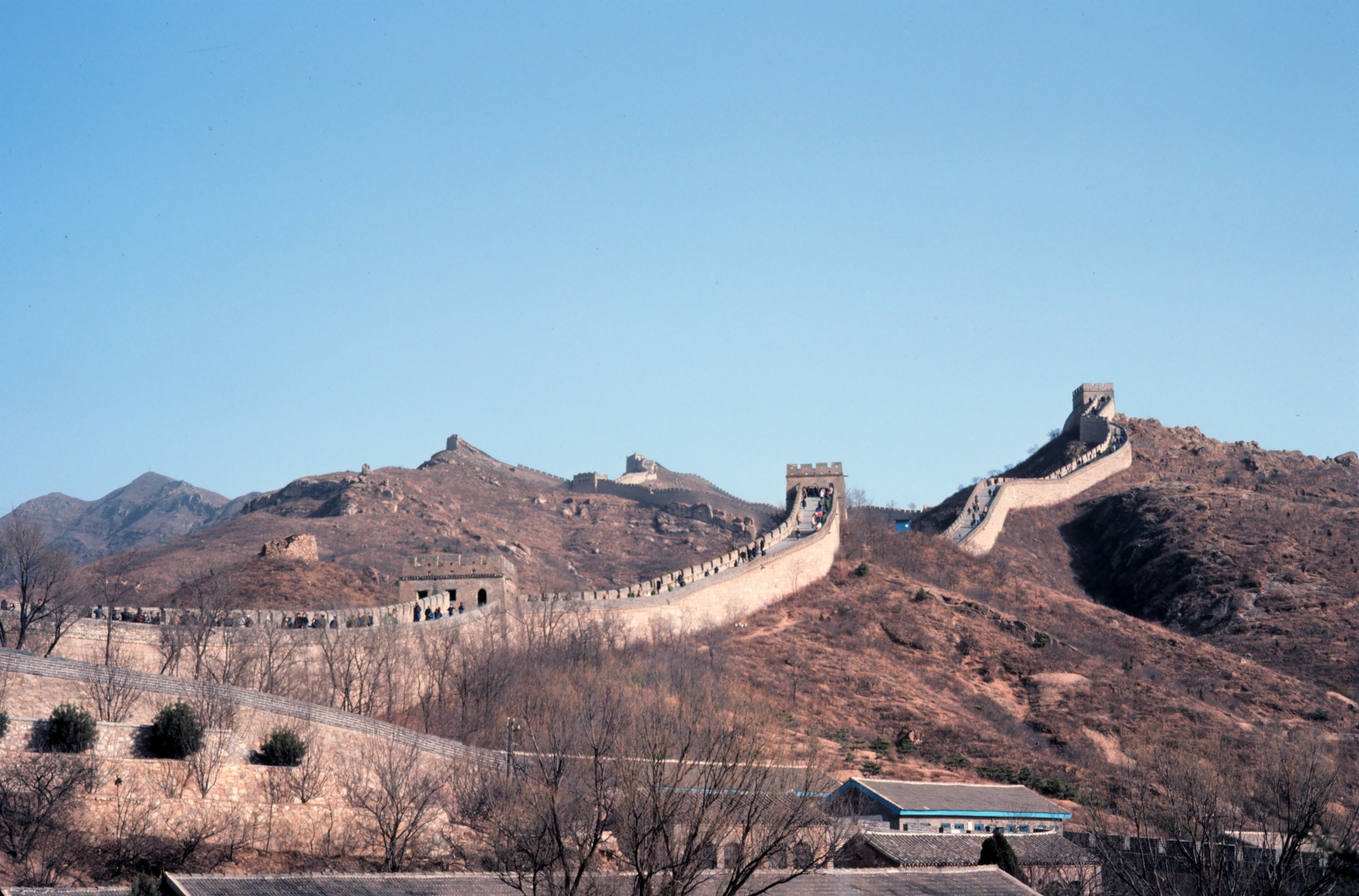
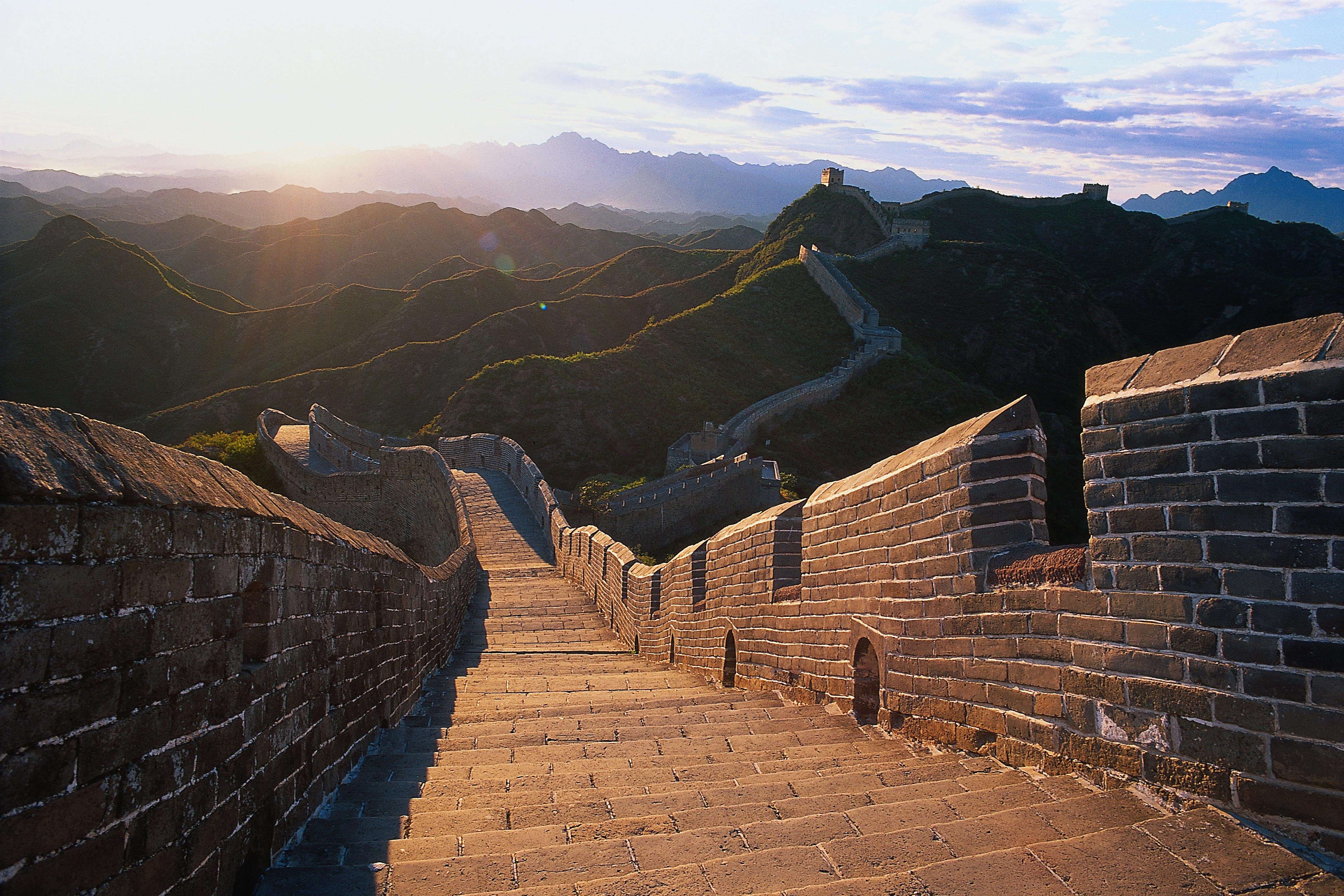
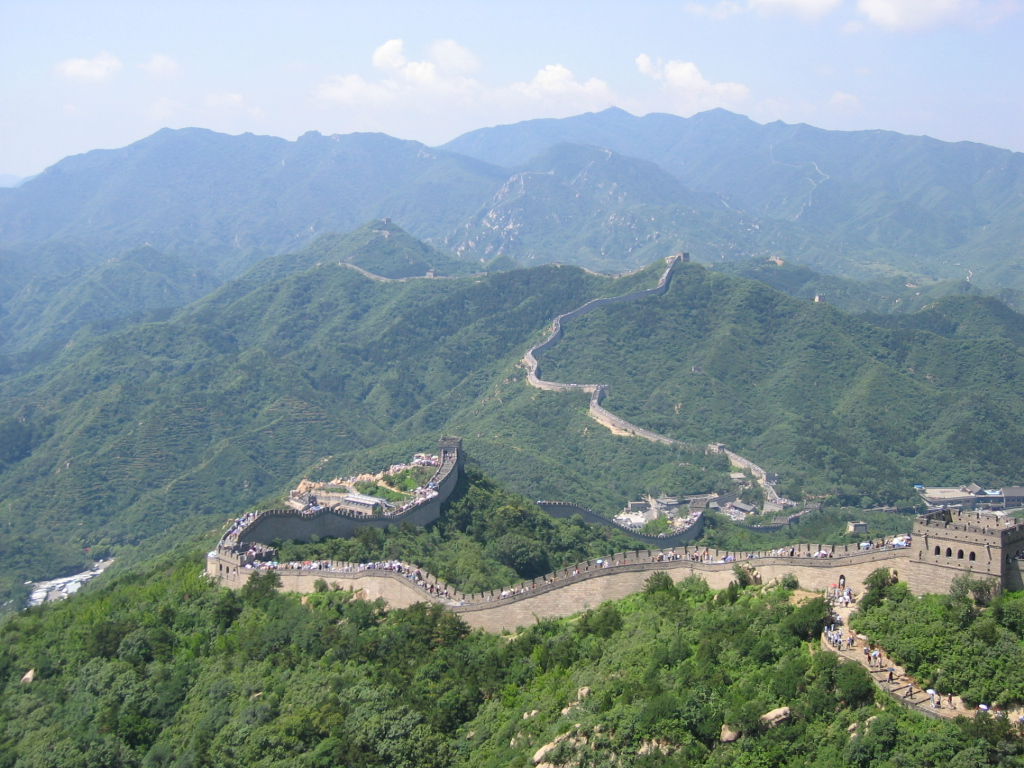
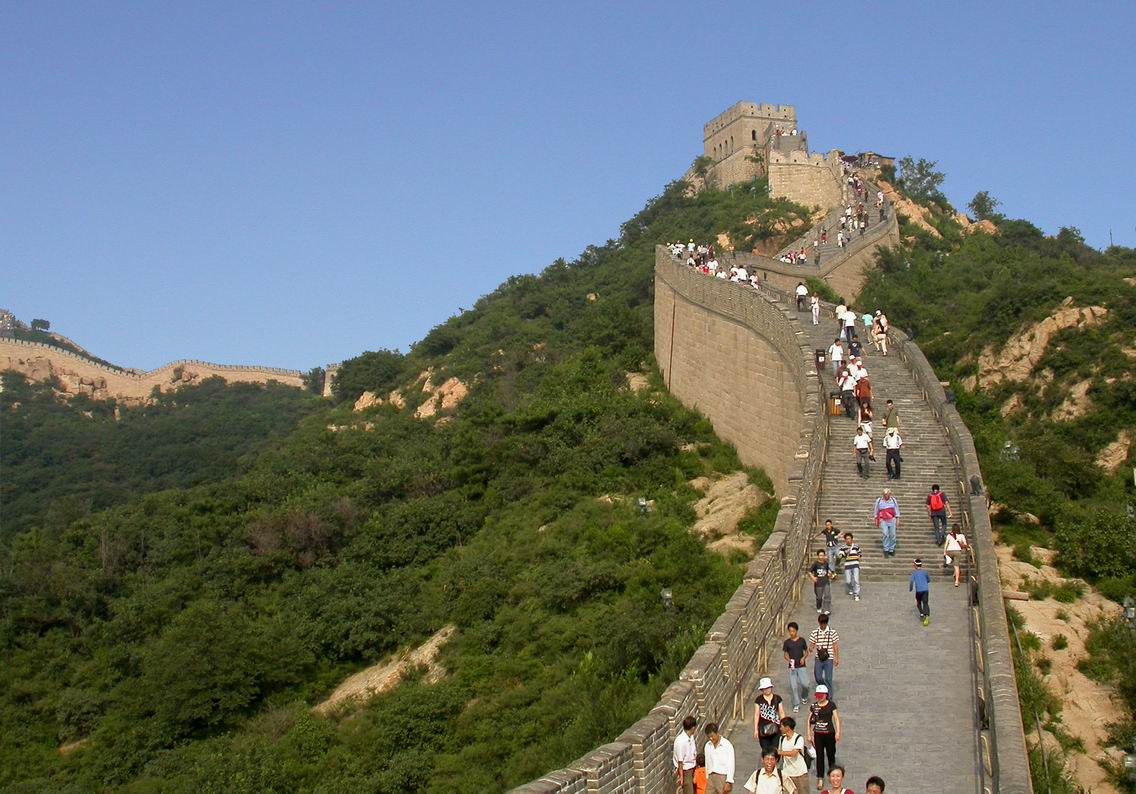
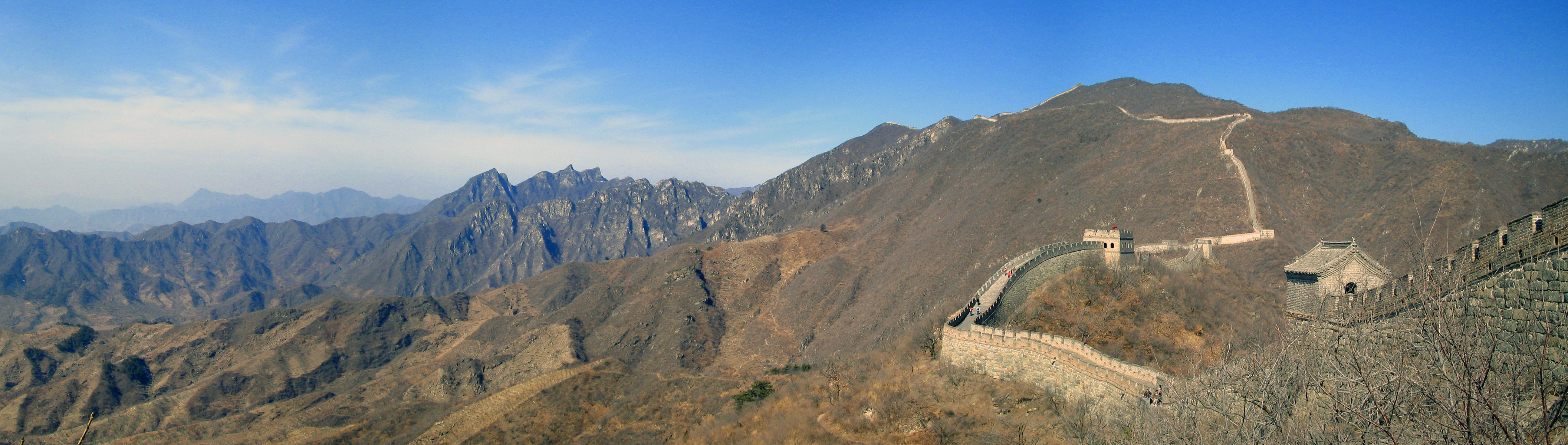

## Цікаві факти
- Старовинна китайська легенда оповідає, що будівничі великого китайського муру замішували розчин для скріплення каменів на рисовому відварі. У наші дні, під час археологічних досліджень перед реставрацією міського муру періоду Мін (1368—1644) археологи дійсно знайшли в складі вапняного розчину сліди рисового клейстеру. Цілком можливо, що легенда передає реальні факти — стверджують дослідники[38].
- Цікаво, що під час будівництва найбільшої споруди в історії людства — Великого китайського муру, загальна протяжність якого понад 5 тис. км, основним будівельним матеріалом (поряд із кам'яними плитами) були глина й глиняна цегла, а також асфальт. Об'єми видобутку глини для зведення муру становили тільки за часів царювання імператора Ши Хуан-ді (III ст. до Р. Х.) понад 30 млн м3.

## Виноски
1. ↑  * Назва в офіційному англомовному списку
2. ↑  
Great Wall of China. Британська Енциклопедія. Архів оригіналу за 25 червня 2013. Процитовано 18 березня 2012. Large parts of the fortification system date from the 7th through the 4th century BCE. In the 3rd century BCE Shihuangdi (Qin Shihuang), the first emperor of a united China (under the Qin dynasty), connected a number of existing defensive walls into a single system. Traditionally, the eastern terminus of the wall was considered to be Shanhai Pass (Shanhaiguan) in eastern Hebei province along the coast of the Bo Hai (Gulf of Chihli), and the wall’s length—without its branches and other secondary sections—was thought to extend for some 4,160 miles (6,700 km).
3. ↑  The New York Times with introduction by Sam Tanenhaus (2011). The New York Times Guide to Essential Knowledge: A Desk Reference for the Curious Mind. St. Martin’s Press of Macmillan Publishers. с. 1131. ISBN 978-0-312-64302-7. Beginning as separate sections of fortification around the 7th century B.C. and unified during the Qin Dynasty in the 3rd century B.C., this wall,  built of earth and rubble with a facing of brick or stone, runs from east to west across China for over 4,000 miles. (наведено за англійською вікіпедією)
4. ↑  Rojas, Carlos (2010). The Great Wall: A cultural history. Cambridge: Harvard University Press. с. 144. ISBN 978-0-674-04787-7. (наведено за англійською вікіпедією)
5. ↑  Larsson, Magnus (2011). Dune: Arenaceous anti-desertification architecture. Macro-engineering seawater in unique environments: Arid lowlands and water bodies rehabilitation. Berlin: Springer. с. 432. ISBN 978-3-642-14778-4. (наведено за англійською вікіпедією)
6. 1 2  Great Wall of China 'even longer'. BBC. 20 квітня 2009. Архів оригіналу за 28 квітня 2009. Процитовано 20 квітня 2009.
7. ↑  
Великий китайський мур набагато довший, ніж думали: дослідження. Agence France-Presse. 20 квітня 2009. Архів оригіналу за квітень 27, 2009. Процитовано 20 квітня 2009. (англ.)
8. ↑  
China's Great Wall far longer than thought: survey. The Sydney Morning Herald. 20 квітня 2009. Архів оригіналу за 25 червня 2013. Процитовано 20 квітня 2009.
9. ↑  China's Great Wall is 21,196 km long: survey. Xinhua. 06 червня 2012. Архів оригіналу за 30 травня 2013. Процитовано 06 червня 2012. (англ.)
10. ↑  Китайські вчені збільшили Великий мур більш ніж удвічі. Дзеркало тижня. 6 червня 2012. Архів оригіналу за 15 червня 2012. Процитовано 6 червня 2012.
11. ↑  
歷代王朝修長城. Chiculture.net. Архів оригіналу за 25 червня 2013. Процитовано 24 жовтня 2010. (наведено за англійською вікіпедією)
12. ↑  
古代长城——战争与和平的纽带. Newsmth.net. Архів оригіналу за 25 червня 2013. Процитовано 24 жовтня 2010. (наведено за англійською вікіпедією)
13. ↑  
万里长城. Newsmth.net. Архів оригіналу за 25 червня 2013. Процитовано 24 жовтня 2010. (наведено за англійською вікіпедією)
14. ↑  100 великих чудес света. «Вече», Москва, 2001, стор. 153, ISBN 5-7838-0356-1(рос.)
15. ↑  
Slavicek, Louise Chipley; Mitchell, George J.; Matray, James I. (2005). The Great Wall of China. Infobase Publishing. с. 35. ISBN 0-7910-8019-6. (наведено за англійською вікіпедією)
16. ↑  
Evans, Thammy (2006). Great Wall of China: Beijing & Northern China. Bradt Travel Guide. Bradt Travel Guides. с. 3. ISBN 1-84162-158-7. (наведено за англійською вікіпедією)
17. ↑  
Defense and Cost of The Great Wall – page 3. Paul and Bernice Noll's Window on the World. Архів оригіналу за 25 червня 2013. Процитовано 26 липня 2011.
18. ↑  Great Wall of China, BBC History Magazine, March 2008 — Volume 9 — No 3. (англ.)
19. ↑  
Evans, Thammy (2006). Great Wall of China: Beijing &  Northern China. Bradt Travel Guides. с. 177. ISBN 1-84162-158-7.
20. ↑  
Edmonds, Richard Louis (1985). Northern Frontiers of Qing China and Tokugawa Japan: A Comparative Study of Frontier Policy. University of Chicago, Department of Geography; Research Paper No. 213. с. 38–40. ISBN 0-89065-118-3.
21. ↑  Associated Press in Beijing (20 квітня 2009). Great Wall of China longer than believed as 180 missing miles found; Using infrared range finders and GPS devices, official mapping project discovers sections concealed by hills, trenches and rivers,' Guardian.co.uk, April 20, 2009. Guardian. UK. Архів оригіналу за 11 січня 2012. Процитовано 19 березня 2012.
22. ↑  archINFORM — 1994.
23. ↑  https://www.discoverchina.com/beijing
24. ↑  https://www.discoverchina.com/tianjin
25. ↑  国家文物局全国文物地理信息平台
26. ↑  中华人民共和国国务院 国务院关于核定并公布第七批全国重点文物保护单位的通知 — 2013.
27. ↑  Ford, Peter (2006, Nov 30). New law to keep China's Wall looking great [Архівовано 15 лютого 2012 у Wayback Machine.]. Christian Science Monitor, Asia Pacific section. Retrieved March 17, 2007
28. ↑  Робітники пошкодили екскаватором Велику китайську стіну – вони хотіли скоротити дорогу. 05.09.2023
29. ↑  В Китаї двоє будівельників пошкодили екскаватором частину Великої китайської стіни: що про це відомо. // Автор: Максим Журавель. 05.09.2023, 15:46
30. ↑  China's Wall becoming less and less Great. Reuters. 29 серпня 2007. Архів оригіналу за 27 вересня 2009. Процитовано 19 березня 2012.
31. ↑  Вчені виявили секретні проходи у Великій Китайській стіні. 05.01.2023, 18:30
32. ↑  The Family Memoirs of the Rev. William Stukeley (1887) Vol. 3, p. 142. (1754)
33. ↑  "The Great Wall of China [Архівовано 21 січня 2012 у Wayback Machine.], Ripley's Believe It or Not, 1932.
34. ↑  Urban Legends.com website [Архівовано 3 березня 2012 у Wayback Machine.]. Accessed May 12, 2010.

«Can you see the Great Wall of China from the moon or outer space? [Архівовано 11 травня 2013 у Wayback Machine.]», Answers.com. Accessed May 12, 2010.

Cecil Adams, «Is the Great wall of China the only manmade object byou can see from space? [Архівовано 24 лютого 2012 у Wayback Machine.]», The Straight Dope. Accessed May 12, 2010.

Snopes, «Great wall from space», last updated July 21, 2007. Accessed May 12, 2010.

«Is China's Great Wall Visible from Space? [Архівовано 17 грудня 2013 у Wayback Machine.]», Scientific American, February 21, 2008. «… the wall is only visible from low orbit under a specific set of weather and lighting conditions. And many other structures that are less spectacular from an earthly vantage point—desert roads, for example—appear more prominent from an orbital perspective.»
35. ↑  «Metro Tescos», The Times (London), April 26, 2010. Found at The Times website[недоступне посилання]. Accessed May 12, 2010
36. ↑  Norberto López-Gil. Невже можна побачити Великий китайський мур з космосу неозброєним оком? (PDF). Journal of Optometry. 1 (1): 3—4. Архів оригіналу (PDF) за 7 жовтня 2009. Процитовано 25 жовтня 2010. (англ.)
37. ↑  Interview Transcript (PDF). Архів (PDF) оригіналу за 28 квітня 2013. Процитовано 31 липня 2010.
38. ↑  Цифры и факты // Наука и жизнь, № 9, 2005 [Архівовано 9 жовтня 2009 у Wayback Machine.](рос.)